# Quatermass (Band)
Quatermass war eine englische Progressive-Rock- und Hard-Rock-Band aus London, die 1969 gegründet wurde und sich 1971 auflöste. Die Gruppe wurde 1994 unter dem Namen Quatermass II mit veränderter Besetzung neu gegründet, ehe sie sich ca. 1998 auflöste.

## Geschichte
Das Trio wurde im September 1969 gegründet und bestand aus dem Sänger und Bassisten John Gustafson, dem Keyboarder J. Peter Robinson und dem Schlagzeuger Mick Underwood. Underwood war zuvor mit Ritchie Blackmore bei The Outlaws und zudem mit Jet Harris tätig gewesen und hatte mit The Herd gespielt, während Gustafson bereits bei The Merseybeats und The Big Three Erfahrung sammeln konnte. Die Gruppe veröffentlichte 1970 ihr einziges, selbstbetiteltes Album bei Harvest Records. Als Singles wurden Black Sheep of the Family/Good Lord Knows (1970) und Gemini/Black Sheep of the Family (1971) ausgekoppelt. Nach der Veröffentlichung des Albums ging die Band auf Tour durch Europa und auf eine weitere durch die USA, wobei sie auch für The Kinks auftrat. Danach begab sich die Gruppe ins Studio, um ein zweites Album aufzunehmen. Hiervon wurden jedoch nur zwei Lieder in Form der Single One Blind Mice/Punting veröffentlicht. 1971 kam es zur Auflösung der Band. Die Mitglieder widmeten sich daraufhin anderen Projekten.
1994 belebte Underwood die Band wieder und fügte Nick Simper als neuen Bassisten hinzu. Als weitere neue Mitglieder wurden zunächst der Gitarrist Bernie Tormé (Gillan, Atomic Rooster) und der Sänger Peter Taylor verpflichtet. Nach ein paar Proben verließ Tormé die Besetzung und wurde durch Gary Davis ersetzt. Ab diesem Zeitpunkt nannte sich die Gruppe Quatermass II und ein Demo mit drei Liedern wurde aufgenommen. Da weder Simper noch Underwood mit den Gesangsaufnahmen hiervon zufrieden waren, wurde Bart Foley als neuer Sänger hinzugefügt. Foley und Davis schrieben daraufhin das meiste Material für ein Album, wobei aber auch zwei Lieder vom Originalbassisten John Gustafson und eines von Bernie Tormé beigesteuert wurde. Für die Albumaufnahmen steuerte Don Airey Keyboardpassagen bei. Die Veröffentlichung fand im November 1997 unter dem Namen Long Road bei Thunderbird Records statt. Für die folgende Europatournee im Frühling 1998 war Lindsey Bridgewater am Keyboard zu hören. Danach löste sich die Band auf.

## Stil
Andy Kellman von Allmusic sowie The International Encyclopedia of Hard Rock and Heavy Metal ordneten die Band dem Progressive Rock zu. Laut rockdetector.com hatte Quatermass auch Einfluss auf andere Bands. So spielte Judas Priest zu ihrer Gründungszeit das Quatermass-Lied Black Sheep of the Family, welches ebenfalls auf dem Rainbow-Debütalbum enthalten ist. Auch coverten Alan Atkins, ein ehemaliger Sänger von Judas Priest, das Lied auf seinem 1998er Album Victim of Changes, desgleichen Yngwie Malmsteen im Jahr 2000 sowie Kevin DuBrow auf seinem Soloalbum In for the Kill. Keith Pettipas von Allmusic befand in seiner Rezension zu Long Road, dass die Band im Gegensatz zur ursprünglichen Formation weniger progressiv ist, vielmehr gebe es Hard Rock im Stil von Whitesnake, Starship und Aerosmith. Ähnlich sah es Stefan Glas vom Rock Hard in seiner Rezension zum Album, der viel „melodischen Heavy-Rock“ heraushörte, wobei die Musik weder altbacken noch gezwungen modern klinge.

## Diskografie
als Quatermass
- 1970: Quatermass (Album, Harvest Records)
- 1970: Black Sheep of the Family/Good Lord Knows (Single, Harvest Records)
- 1971: Gemini/Black Sheep of the Family (Single, Harvest Records)
- 1971: One Blind Mice/Punting (Single, Harvest Records)

als Quatermass II
- 1997: Long Road (Album, Thunderbird Records)